# Anolis caquetae
Espèce
Synonymes
- Dactyloa caquetae (Williams, 1974)

Statut de conservation UICN

 DD  : Données insuffisantes
Dactyloa caquetae est une espèce de sauriens de la famille des Dactyloidae. 

## Répartition
Cette espèce est endémique du département de Caquetá en Colombie.

## Étymologie
Cette espèce est nommée en référence au lieu de sa découverte, le département de Caquetá.

## Publication originale
- Williams, 1974 : South American Anolis: Three new species related to Anolis nigrolineatus and A. dissimilis. Breviora, no 422, p. 1-15 (texte intégral).